# De fato
De fato ist eine Erörterung des Marcus Tullius Cicero. Sie ist nach De natura deorum und De divinatione der dritte und letzte Teil seines theologischen Werkes.
Unter fatum versteht Cicero wohl, wie er seinem Bruder Quintus in De divinatione I, 125/126 in den Mund legt: „Mit ‚Schicksal‘ (=fatum) aber meine ich das, was die Griechen mit dem Begriff heimarméne erfassen, d. h. die Reihung und Verkettung der Ursachen, da eine Ursache, mit der anderen verknüpft, je eine Wirkung aus sich hervorgehen lässt. … das ewige ursächliche Gesetz aller Dinge.“

## Entstehung und Aufbau
Die Schrift wurde in der zweiten Maihälfte 44 v. Chr. fertiggestellt.
Cicero schildert als äußeren Rahmen seiner Ausführungen einen Besuch des Aulus Hirtius auf seinem Landgut in Puteoli. Nach der Diskussion der schwierigen Lage des Staates wünscht sich Hirtius einen belehrenden Vortrag von Cicero. Zu Beginn der Vortrags klafft eine erhebliche Textlücke, auch das Ende fehlt.